# San Isidro, Francisco I. Madero
San Isidro är en ort i Mexiko.   Den ligger i kommunen Francisco I. Madero och delstaten Coahuila, i den centrala delen av landet, 800 km nordväst om huvudstaden Mexico City. San Isidro ligger 1 099 meter över havet och antalet invånare är 102.
Terrängen runt San Isidro är mycket platt. Runt San Isidro är det glesbefolkat, med 9 invånare per kvadratkilometer. Närmaste större samhälle är San Francisco de Horizonte, 16,4 km väster om San Isidro. Omgivningarna runt San Isidro är i huvudsak ett öppet busklandskap.